# Per-Olof Nilsson (professor)

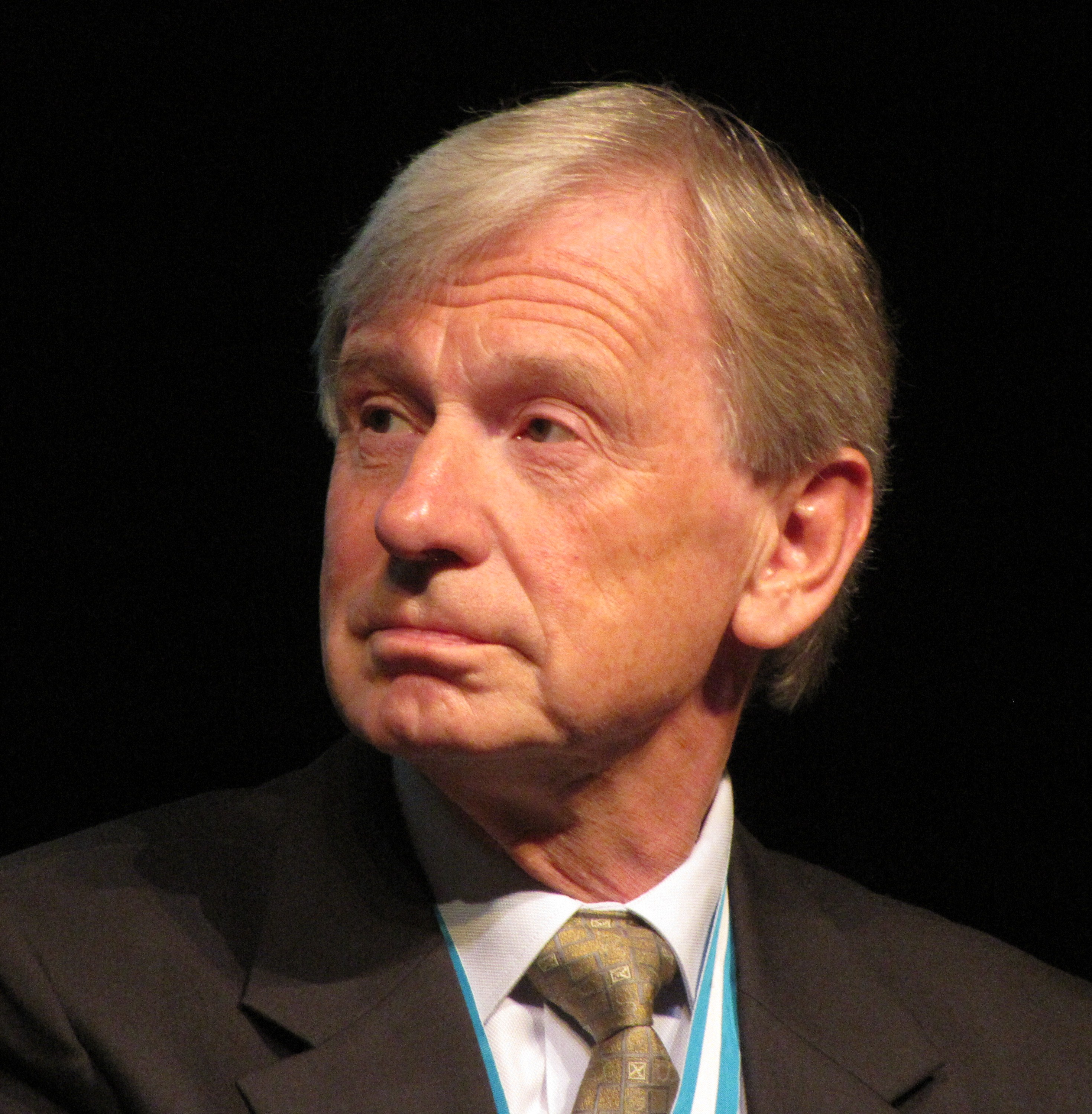
Per-Olof Nilsson var hedersgäst vid utdelningen av Gustaf Dalénmedaljen 2012.

Per-Olof Nilsson, född 1939 i Lidköping, är en svensk teknisk fysiker och professor emeritus.
Nilsson avlade civilingenjörsexamen i teknisk fysik 1964 vid Chalmers tekniska högskola, där han 1967 blev licentiat och disputerade 1970. Han var därefter docent vid Chalmers och forskare vid Naturvetenskapliga forskningsrådet.
Under åren 1986-2006 var han professor i Kondenserade materiens elektronstruktur vid Chalmers där han senare har varit fortsatt verksam som professor emeritus och som föreståndare för experimentverkstaden Fysikaliska leksaker. Han har också varit engagerad i det nationella synkrotronljuslaboratoriet MAX-lab i Lund.
Chalmersska Ingenjörsföreningen tilldelade honom Gustaf Dalénmedaljen år 2005 och CTH tilldelade honom Chalmersmedaljen år 2008. År 2016 utnämndes han till hedersdoktor vid Karlstads universitet.